# Nati nel 1988/Settembre
| Questa pagina contiene informazioni ricavate automaticamente dalle voci biografiche con l'ausilio del template Bio e di un bot. L'aggiornamento è periodico e automatico e ricostruisce completamente la pagina. Se manca una persona in questa lista, sei pregato di non aggiungerla, ma accertati piuttosto che la sua voce biografica contenga il template Bio e che i dati anagrafici siano correttamente compilati. Se il template Bio manca, inseriscilo tu stesso o, in alternativa, metti l'avviso {{tmp\|Bio}} che ne segnala la mancanza. Se i dati riportati sono sbagliati, correggi direttamente la voce biografica; le modifiche saranno visibili in questa lista entro pochi giorni. Per chiarimenti vedi il progetto biografie. La lista contiene solo le 518 persone che sono citate nell'enciclopedia e per le quali è stato implementato correttamente il template Bio. Pagina aggiornata al 10 ago 2025. |

- 1º settembre - Fahad Al Enezi, calciatore kuwaitiano
- 1º settembre - Martina Bárta, cantante ceca
- 1º settembre - Michelle Carpente, attrice, autrice televisiva e conduttrice televisiva italiana
- 1º settembre - Almog Cohen, ex calciatore israeliano
- 1º settembre - Jonathan Demurger, attore francese
- 1º settembre - Chanel West Coast, rapper, personaggio televisivo e attrice statunitense
- 1º settembre - Sergio Ariel Escudero, calciatore spagnolo
- 1º settembre - Hidetaka Kanazono, calciatore giapponese
- 1º settembre - Gergő Lovrencsics, calciatore ungherese
- 1º settembre - Olivia Lukaszewicz, ex tennista australiana
- 1º settembre - Taryn Marler, attrice australiana
- 1º settembre - Nicola Natali, cestista italiano
- 1º settembre - Miles Plumlee, ex cestista statunitense
- 1º settembre - Ève Routhier, ex sciatrice alpina canadese
- 1º settembre - Simona de Silvestro, pilota automobilistica svizzera
- 1º settembre - Jamal Wilson, altista bahamense
- 1º settembre - Mahmut Özen, calciatore turco
- 2 settembre - Martina Boscoscuro, ex pallavolista italiana
- 2 settembre - Robin Chaigneau, ex ciclista su strada e dirigente sportivo olandese
- 2 settembre - Jean-Alain Fanchone, ex calciatore francese
- 2 settembre - Katie Hartman, ex sciatrice alpina statunitense
- 2 settembre - Keisuke Katō, attore e personaggio televisivo giapponese
- 2 settembre - Elmedin Kikanović, cestista bosniaco
- 2 settembre - Javi Martínez, calciatore spagnolo
- 2 settembre - Francesco Meraviglia, arbitro di calcio italiano
- 2 settembre - Leonel Morales, calciatore boliviano
- 2 settembre - Dimitrij Ovtcharov, tennistavolista tedesco
- 2 settembre - Sarah Palacin, calciatrice francese
- 2 settembre - Ibrahim Šehić, calciatore bosniaco
- 2 settembre - Artem Semenenko, ex calciatore ucraino
- 2 settembre - Devon Wylie, giocatore di football americano statunitense († 2023)
- 3 settembre - Jérôme Boateng, calciatore tedesco
- 3 settembre - Sinan Bolat, calciatore turco
- 3 settembre - Gibson Daudau, calciatore salomonese
- 3 settembre - Anna Ferraioli Ravel, attrice italiana
- 3 settembre - Sander Fischer, ex calciatore olandese
- 3 settembre - DuJuan Harris, ex giocatore di football americano statunitense
- 3 settembre - Harper Kamp, cestista statunitense
- 3 settembre - Carla Suárez Navarro, ex tennista spagnola
- 3 settembre - Tine Urnaut, pallavolista sloveno
- 3 settembre - Ingrit Valencia, pugile colombiana
- 4 settembre - Adelina Boguș, canottiera rumena
- 4 settembre - Kervin Bristol, ex cestista haitiano
- 4 settembre - Mustapha Carayol, calciatore gambiano
- 4 settembre - Rosianne Cutajar, politica maltese
- 4 settembre - Adam Duvall, giocatore di baseball statunitense
- 4 settembre - Diego Eli, calciatore brasiliano
- 4 settembre - Mohamed Faisal, calciatore maldiviano
- 4 settembre - Ali Fasir, calciatore maldiviano
- 4 settembre - Ryan Flynn, calciatore scozzese
- 4 settembre - Georgij Gabulov, ex calciatore russo
- 4 settembre - Ovidijus Galdikas, ex cestista lituano
- 4 settembre - J.J. Hickson, ex cestista statunitense
- 4 settembre - Mayookha Johny, ex triplista e lunghista indiana
- 4 settembre - Robert Lalthlamuana, calciatore indiano
- 4 settembre - Hernán Márquez, pugile messicano
- 4 settembre - Jacinta Monroe, cestista statunitense
- 4 settembre - Doris Pinčić, attrice, conduttrice televisiva e conduttrice radiofonica croata
- 4 settembre - Taylor Ritzel, canottiera statunitense
- 4 settembre - Marcos Riveros, calciatore paraguaiano
- 4 settembre - Aleksandr Shadrin, calciatore uzbeko († 2014)
- 4 settembre - Michael Smith, calciatore nordirlandese
- 4 settembre - Michael Tieber, calciatore austriaco
- 5 settembre - Stephen Ahorlu, calciatore ghanese
- 5 settembre - Denni Avdić, ex calciatore svedese
- 5 settembre - Aldo Baéz, calciatore argentino
- 5 settembre - Felipe Caicedo, calciatore ecuadoriano
- 5 settembre - Allyson Carroll, ex snowboarder statunitense
- 5 settembre - Tamoto Fenika, calciatore samoano
- 5 settembre - David Gomez, ex calciatore brasiliano
- 5 settembre - Il'ja Gul'tjaev, ex calciatore russo
- 5 settembre - Raquel Pennington, artista marziale mista statunitense
- 5 settembre - Emmy Raver-Lampman, attrice e cantante statunitense
- 5 settembre - Simone Riccioni, attore, scrittore e sceneggiatore italiano
- 5 settembre - Nuri Şahin, allenatore di calcio e ex calciatore turco
- 5 settembre - Clayton Vette, ex cestista statunitense
- 5 settembre - Jenaya Wade-Fray, ex cestista britannica
- 5 settembre - Werley, ex calciatore brasiliano
- 6 settembre - Sam Acho, giocatore di football americano statunitense
- 6 settembre - Jovan Adepo, attore statunitense
- 6 settembre - Natal'ja Avdeeva, arciera russa
- 6 settembre - Arnaud Bovolenta, sciatore freestyle francese
- 6 settembre - Hugo Cabral, calciatore brasiliano
- 6 settembre - Rei Fujita, attore e musicista giapponese
- 6 settembre - João Ricardo Riedi, calciatore brasiliano
- 6 settembre - Erando Karabeçi, calciatore albanese
- 6 settembre - Mariel Medina, pallavolista portoricana
- 6 settembre - Mirko Oremuš, calciatore croato
- 6 settembre - Sjoerd Overgoor, ex calciatore olandese
- 6 settembre - Rachele Perobello, calciatrice italiana
- 6 settembre - Alexandru Adrian Popovici, calciatore rumeno
- 6 settembre - Andrew Riley, ostacolista giamaicano
- 6 settembre - Wesley Safadão, cantante, cantautore e produttore discografico brasiliano
- 6 settembre - Denis Tonucci, calciatore italiano
- 6 settembre - Tomáš Vrťo, calciatore slovacco
- 7 settembre - Raúl Albentosa, calciatore spagnolo
- 7 settembre - Carolina Balsanti, ex pallamanista e militare italiana
- 7 settembre - Jack Crawford, ex giocatore di football americano inglese
- 7 settembre - Hazem Emam, calciatore egiziano
- 7 settembre - Alex Harvey, ex fondista canadese
- 7 settembre - Paul Iacono, attore statunitense
- 7 settembre - Karim Jammal, rugbista a 15 libanese
- 7 settembre - Yağmur Koçyiğit, ex pallavolista turca
- 7 settembre - Hakan Kurtaş, attore turco
- 7 settembre - Anna Lewandowska, karateka e imprenditrice polacca
- 7 settembre - Matthias Lindner, calciatore austriaco
- 7 settembre - Kevin Love, cestista statunitense
- 7 settembre - Ricky Lumpkin, giocatore di football americano statunitense
- 7 settembre - Viktorija Marinova, giornalista e conduttrice televisiva bulgara († 2018)
- 7 settembre - Bernard Onanga Itoua, ex calciatore francese
- 7 settembre - Luis Ovalle, calciatore panamense
- 7 settembre - David Schartner, ex calciatore austriaco
- 7 settembre - Shindy, rapper tedesco
- 7 settembre - Sin Jin-ho, calciatore sudcoreano
- 7 settembre - Arnór Smárason, calciatore islandese
- 7 settembre - Sam Willard, ex cestista statunitense
- 7 settembre - Damian Wojtaszek, pallavolista polacco
- 8 settembre - Maxime Barthelmé, calciatore francese
- 8 settembre - Arrelious Benn, giocatore di football americano statunitense
- 8 settembre - Roy van den Berg, pistard e ciclista di BMX olandese
- 8 settembre - Adrián Bone, calciatore ecuadoriano
- 8 settembre - Renzo Bossi, ex politico italiano
- 8 settembre - Ihar Burko, calciatore bielorusso
- 8 settembre - Veronica Cantoro, calciatrice italiana
- 8 settembre - Francisco Córdoba, ex calciatore colombiano
- 8 settembre - Ismaël Béko Fofana, calciatore ivoriano
- 8 settembre - Ananias Gebhardt, calciatore namibiano
- 8 settembre - Lauren Gibbemeyer, pallavolista statunitense
- 8 settembre - Patrick Hager, hockeista su ghiaccio tedesco
- 8 settembre - Miloš Injac, giocatore di football americano e politico serbo
- 8 settembre - Chantal Jones, modella e attrice statunitense
- 8 settembre - Betina Jozami, ex tennista argentina
- 8 settembre - Rie Kanetō, ex nuotatrice giapponese
- 8 settembre - Licá, calciatore portoghese
- 8 settembre - Matthieu Lussiana, pilota motociclistico francese
- 8 settembre - Andrew McDonald, ex giocatore di football americano statunitense
- 8 settembre - Ben Payal, ex calciatore lussemburghese
- 8 settembre - Jimmy Roye, calciatore francese
- 8 settembre - Artëm Šeremet, giocatore di calcio a 5 russo
- 8 settembre - Mexer, calciatore mozambicano
- 8 settembre - Anton Tymofeev, nuotatore artistico ucraino
- 9 settembre - Bassem Amin, scacchista egiziano
- 9 settembre - Polizoi Arbëri, ex calciatore albanese
- 9 settembre - Greg Bolger, calciatore irlandese
- 9 settembre - Rashad Carmichael, giocatore di football americano statunitense
- 9 settembre - Chayanisa Chomchuendee, astista thailandese
- 9 settembre - Danilo D'Ambrosio, calciatore italiano
- 9 settembre - Dario D'Ambrosio, ex calciatore italiano
- 9 settembre - Robelis Despaigne, taekwondoka cubano
- 9 settembre - Sarah Elfreth, politica statunitense
- 9 settembre - Melissa Gorra, ex fondista italiana
- 9 settembre - Thiago Grippi, giocatore di calcio a 5 brasiliano
- 9 settembre - Rob Harvey, arbitro di calcio irlandese
- 9 settembre - Hüseyin Tok, ex calciatore turco
- 9 settembre - Ai Kakuma, doppiatrice giapponese
- 9 settembre - Kim Ju-young, ex calciatore sudcoreano
- 9 settembre - Marko Kump, dirigente sportivo e ex ciclista su strada sloveno
- 9 settembre - Riley McKibbin, giocatore di beach volley e pallavolista statunitense
- 9 settembre - Fernando Paniagua, ex calciatore costaricano
- 9 settembre - Manuel Riemann, calciatore tedesco
- 9 settembre - Risa Shimizu, attrice e doppiatrice giapponese
- 9 settembre - Byron Stingily, giocatore di football americano statunitense
- 9 settembre - McKey Sullivan, modella statunitense
- 9 settembre - Ádám Vass, calciatore ungherese
- 9 settembre - Jo Woodcock, attrice inglese
- 10 settembre - Khaled Abdulrahman, ex calciatore emiratino
- 10 settembre - Davide Bresadola, ex saltatore con gli sci e ex combinatista nordico italiano
- 10 settembre - Diego Burato, allenatore di calcio a 5 e ex giocatore di calcio a 5 brasiliano
- 10 settembre - Alwyn Hamilton, scrittrice canadese
- 10 settembre - Queen Harrison, ostacolista statunitense
- 10 settembre - Lucas Pérez Martínez, calciatore spagnolo
- 10 settembre - Anthony Obame, taekwondoka gabonese
- 10 settembre - Néstor Renderos, calciatore salvadoregno
- 10 settembre - Avi Rikan, ex calciatore israeliano
- 10 settembre - Coco Rocha, supermodella canadese
- 10 settembre - Mathías Rolero, ex calciatore uruguaiano
- 10 settembre - Jordan Staal, hockeista su ghiaccio canadese
- 10 settembre - Phạm Thành Lương, calciatore vietnamita
- 10 settembre - D.J. Williams, giocatore di football americano statunitense
- 10 settembre - Marco Zanotti, ex ciclista su strada italiano
- 11 settembre - Alberto Bergamo, ex rugbista a 15 italiano
- 11 settembre - Diane Caldwell, calciatrice irlandese
- 11 settembre - Anastasija Čaun, nuotatrice russa
- 11 settembre - Xaimara Colón, pallavolista portoricana
- 11 settembre - Jeremy Hall, ex calciatore statunitense
- 11 settembre - Kim Ja-in, arrampicatrice sudcoreana
- 11 settembre - Dallas Lauderdale, ex cestista statunitense
- 11 settembre - Lee Yong-dae, giocatore di badminton sudcoreano
- 11 settembre - Juan Francisco Moreno Fuertes, ex calciatore spagnolo
- 11 settembre - Mike Moustakas, giocatore di baseball statunitense
- 11 settembre - Vincent Simpson, ex cestista statunitense
- 11 settembre - Malik Tchokounté, calciatore francese
- 11 settembre - Claudio Treviso, taekwondoka italiano
- 11 settembre - Michael Zullo, ex calciatore australiano
- 11 settembre - Ivica Žunić, ex calciatore croato
- 12 settembre - Kirsty Barr, tiratrice a volo britannica
- 12 settembre - Bryan Hall, giocatore di football americano statunitense
- 12 settembre - Petri Heinonen, ex cestista finlandese
- 12 settembre - Amanda Jenssen, cantante svedese
- 12 settembre - Joaquín Navarro Armero, ex calciatore spagnolo
- 12 settembre - Nastasia Noens, ex sciatrice alpina francese
- 12 settembre - José Ariel Núñez, calciatore paraguaiano
- 12 settembre - Clara Paget, attrice britannica
- 12 settembre - Aaron Sidwell, attore e cantante inglese
- 13 settembre - Cameron Bowen, attore statunitense
- 13 settembre - Eva-Maria Brem, ex sciatrice alpina austriaca
- 13 settembre - Laura Campos, ex ginnasta spagnola
- 13 settembre - Rosario Esposito La Rossa, scrittore italiano
- 13 settembre - Aleksandra Fedoriva, velocista e ostacolista russa
- 13 settembre - Mantas Fridrikas, calciatore lituano
- 13 settembre - Ricardo Machado, calciatore portoghese
- 13 settembre - Rasmus Minor Petersen, ex calciatore danese
- 13 settembre - Oh Seung-ah, attrice e cantante sudcoreana
- 13 settembre - Radu Paliciuc, cestista rumeno
- 13 settembre - Dan Palmer, rugbista a 15 e allenatore di rugby a 15 australiano
- 13 settembre - Lester Peltier, calciatore trinidadiano
- 13 settembre - Jurij Podladčikov, snowboarder russo
- 13 settembre - Luis Rentería, calciatore panamense († 2014)
- 13 settembre - Manuel Sánchez López, calciatore spagnolo
- 13 settembre - Keith Treacy, ex calciatore irlandese
- 13 settembre - Nobuyuki Tsujii, pianista giapponese
- 13 settembre - Tommi Vaiho, calciatore svedese
- 13 settembre - Sarivahy Vombola, calciatore malgascio
- 13 settembre - Marcus Walden, giocatore di baseball statunitense
- 13 settembre - Wang Ki-chun, judoka sudcoreano
- 14 settembre - Edoardo Alescio, giocatore di poker italiano
- 14 settembre - Dario Chistolini, rugbista a 15 e allenatore di rugby a 15 italiano
- 14 settembre - Ogonna Chukwudi, calciatrice nigeriana
- 14 settembre - Anatolii Cîrîcu, sollevatore moldavo
- 14 settembre - Zoltán Dróth, giocatore di calcio a 5 ungherese
- 14 settembre - Martin Fourcade, ex sciatore nordico francese
- 14 settembre - Muni Long, cantautrice e paroliera statunitense
- 14 settembre - Jeon Ga-eul, calciatrice sudcoreana
- 14 settembre - Hayley Jones, velocista britannica
- 14 settembre - Maicon Pereira Roque, calciatore brasiliano
- 14 settembre - Sean Maitland, rugbista a 15 neozelandese
- 14 settembre - Luiz Otávio, calciatore brasiliano
- 14 settembre - Dzmitryj Rėkiš, calciatore bielorusso
- 14 settembre - Diogo Salomão, calciatore portoghese
- 15 settembre - Ol'ga Abramova, ex biatleta russa
- 15 settembre - Sadina Alla, modella albanese
- 15 settembre - Anedie Azael, modella haitiana
- 15 settembre - John Bradley, attore britannico
- 15 settembre - Maxime Châtaignier, pattinatore di short track francese
- 15 settembre - Valeria González, pallavolista portoricana
- 15 settembre - Kate Grigorieva, supermodella russa
- 15 settembre - Matteo Guarise, pattinatore artistico su ghiaccio, pattinatore artistico a rotelle e modello italiano
- 15 settembre - James Hanson, rugbista a 15 australiano
- 15 settembre - Zana Krasniqi, modella kosovara
- 15 settembre - Marc Macédot, velocista francese
- 15 settembre - Clare Maguire, cantautrice britannica
- 15 settembre - Daniel McDonnell, pallavolista statunitense
- 15 settembre - Bojan Mihajlović, calciatore bosniaco
- 15 settembre - Božo Musa, calciatore croato
- 15 settembre - Robin Nilsson, calciatore svedese
- 15 settembre - Mariangela Perrupato, nuotatrice artistica italiana
- 15 settembre - Jukka Raitala, calciatore finlandese
- 15 settembre - Chelsea Kane, attrice e cantante statunitense
- 15 settembre - Glaucia Paola Virdone, attrice italiana
- 15 settembre - Tanja Žakelj, mountain biker slovena
- 16 settembre - Naruphol Ar-Romsawa, calciatore thailandese
- 16 settembre - Talor Battle, ex cestista e allenatore di pallacanestro statunitense
- 16 settembre - Corben Bone, ex calciatore statunitense
- 16 settembre - Dan Clark, ex cestista britannico
- 16 settembre - Marco Dondi, pilota motociclistico italiano
- 16 settembre - Muzafer Ejupi, ex calciatore macedone
- 16 settembre - Teddy Geiger, attrice e cantautrice statunitense
- 16 settembre - Maret Grothues, pallavolista olandese
- 16 settembre - Kendall Hunter, giocatore di football americano statunitense
- 16 settembre - Emmanuel Imorou, ex calciatore beninese
- 16 settembre - John Johnson, ex calciatore inglese
- 16 settembre - Dominik Kaiser, ex calciatore tedesco
- 16 settembre - Farida al-Abani, politica svedese
- 16 settembre - Marion Pellissier, ex sciatrice alpina francese
- 16 settembre - Anna Popplewell, attrice britannica
- 16 settembre - Prince Ea, produttore cinematografico, poeta e rapper statunitense
- 16 settembre - Shara Proctor, lunghista anguillana
- 16 settembre - Ángel Fernández Pérez, pallamanista spagnolo
- 16 settembre - Davide Reati, cestista italiano
- 16 settembre - Amini Silatolu, giocatore di football americano statunitense
- 16 settembre - Dīmītrios Siovas, calciatore greco
- 16 settembre - Sarah Steele, attrice statunitense
- 16 settembre - Deon Thompson, cestista statunitense
- 16 settembre - Ibrahim Traoré, calciatore ivoriano
- 16 settembre - Bob de Voogd, hockeista su prato olandese
- 17 settembre - Ritu Arya, attrice britannica
- 17 settembre - Mathieu Bastareaud, ex rugbista a 15 francese
- 17 settembre - Pedro Campos, attore cileno
- 17 settembre - Michael James Fitzgerald, calciatore neozelandese
- 17 settembre - Ivana Korolová, attrice, doppiatrice e cantante ceca
- 17 settembre - Allie MacDonald, attrice canadese
- 17 settembre - Pavel Mamaev, ex calciatore russo
- 17 settembre - Daniel Maslany, attore canadese
- 17 settembre - Ashley Miller, wrestler e modella statunitense
- 17 settembre - Maxida Märak, cantante, rapper e attivista svedese
- 17 settembre - Kristijan Naumovski, calciatore macedone
- 17 settembre - Sunday Stephen Obayan, ex calciatore nigeriano
- 17 settembre - Thiago Heleno, calciatore brasiliano
- 17 settembre - Rafael Vaz, calciatore brasiliano
- 18 settembre - James Bailey, ex calciatore inglese
- 18 settembre - Rodrigo Canosa, ex calciatore uruguaiano
- 18 settembre - Oscar Carniello, calciatore argentino
- 18 settembre - William Dutoit, calciatore francese
- 18 settembre - Diego Rafael Jiménez, calciatore messicano
- 18 settembre - Peter Kleščík, calciatore slovacco
- 18 settembre - Kenny Lawson, cestista statunitense
- 18 settembre - Li Xuepeng, calciatore cinese
- 18 settembre - Debora Mascanzoni, calciatrice italiana
- 18 settembre - Frédéric Mendy, calciatore francese
- 18 settembre - Joe Moody, rugbista a 15 neozelandese
- 18 settembre - Arizona Muse, modella statunitense
- 18 settembre - Annette Obrestad, giocatrice di poker norvegese
- 18 settembre - Yūichi Sugita, ex tennista giapponese
- 19 settembre - Alexander Bittroff, calciatore tedesco
- 19 settembre - Katrina Bowden, attrice e modella statunitense
- 19 settembre - Giorgio Brambilla, ex ciclista su strada italiano
- 19 settembre - Kenny Britt, giocatore di football americano statunitense
- 19 settembre - Mike Gomes, calciatore svizzero
- 19 settembre - Kirsten Haglund, modella statunitense
- 19 settembre - Maroua Ibrahmi, atleta paralimpica tunisina
- 19 settembre - Josiel Alves de Oliveira, calciatore brasiliano
- 19 settembre - Faye Reagan, ex attrice pornografica statunitense
- 19 settembre - Celine Song, regista, sceneggiatrice e drammaturga sudcoreana
- 19 settembre - Nahuel Valentini, calciatore argentino
- 19 settembre - Thiemo de Bakker, ex tennista olandese
- 20 settembre - Sergej Bobrovskij, hockeista su ghiaccio russo
- 20 settembre - Franjo Bubalo, ex cestista croato
- 20 settembre - Dounia Coesens, attrice e modella francese
- 20 settembre - Coby Fleener, giocatore di football americano statunitense
- 20 settembre - Thomas Fröschl, calciatore austriaco
- 20 settembre - Joackim Jørgensen, calciatore norvegese
- 20 settembre - Jambıl Kökeyev, calciatore kazako
- 20 settembre - Oleksandr Kol'čenko, cestista moldavo
- 20 settembre - Fabrício Mafuta, calciatore angolano
- 20 settembre - Chabib Nurmagomedov, artista marziale misto russo
- 20 settembre - Dino Pita, cestista svedese
- 20 settembre - Angie Thomas, scrittrice statunitense
- 20 settembre - Maurício dos Santos Nascimento, calciatore brasiliano
- 21 settembre - Doug Baldwin, ex giocatore di football americano statunitense
- 21 settembre - Jacob Barsøe, canottiere danese
- 21 settembre - Bilawal Bhutto Zardari, politico pakistano
- 21 settembre - Darren Dennehy, calciatore irlandese
- 21 settembre - Laurence Ekperigin, cestista statunitense
- 21 settembre - Maxime François, lottatore francese
- 21 settembre - Yazalde Gomes Pinto, ex calciatore portoghese
- 21 settembre - Justinas Jarutis, cantante e musicista lituano
- 21 settembre - Luan Michel de Louzã, calciatore brasiliano
- 21 settembre - Kelcie McCray, giocatore di football americano statunitense
- 21 settembre - Kentarō Moriya, ex calciatore giapponese
- 21 settembre - Sebastian Mwansa, calciatore zambiano
- 21 settembre - Lester Prosper, cestista anglo-verginiano
- 21 settembre - Evan Rodriguez, ex giocatore di football americano statunitense
- 21 settembre - Hugo Ruiz, pugile messicano
- 21 settembre - Lukáš Trefil, canoista ceco
- 21 settembre - Martez Wilson, giocatore di football americano statunitense
- 22 settembre - Nikita Andreev, allenatore di calcio e ex calciatore russo
- 22 settembre - Jennifer Antonecchia, giocatrice di calcio a 5 e ex calciatrice italiana
- 22 settembre - Jon Bass, attore statunitense
- 22 settembre - Colin Braun, pilota automobilistico statunitense
- 22 settembre - Jorge González, cantante spagnolo
- 22 settembre - Nelson González, ex calciatore argentino
- 22 settembre - Jens Grahl, calciatore tedesco
- 22 settembre - Sohrab Moradi, sollevatore iraniano
- 22 settembre - Ri Hung-ryong, calciatore nordcoreano
- 22 settembre - Maria Veronica Rossi, politica italiana
- 22 settembre - Max Salminen, velista svedese
- 22 settembre - Joël Tshibamba, calciatore congolese (Repubblica Democratica del Congo)
- 22 settembre - Tony White, ex cestista statunitense
- 23 settembre - Antonio Allen, giocatore di football americano statunitense
- 23 settembre - Elisa Cerato, calciatrice italiana
- 23 settembre - Ryan Crotty, ex rugbista a 15 neozelandese
- 23 settembre - Bryan Hearne, attore statunitense
- 23 settembre - Luke Jones, pilota motociclistico britannico
- 23 settembre - Ryō Kimura, attore giapponese
- 23 settembre - Geoffrey Lembet, calciatore francese
- 23 settembre - Simon Lundevall, calciatore svedese
- 23 settembre - Lisdeyvis Martínez, cestista cubana
- 23 settembre - Chiukepo Msowoya, calciatore malawiano
- 23 settembre - Michael Nanchoff, ex calciatore statunitense
- 23 settembre - Sebastian Rajalakso, calciatore svedese
- 23 settembre - Julian Reid, triplista e lunghista giamaicano
- 23 settembre - Adrien Robinson, ex giocatore di football americano statunitense
- 23 settembre - Kairi Sane, wrestler giapponese
- 23 settembre - Anthony Straker, ex calciatore grenadino
- 23 settembre - Yannick Weber, hockeista su ghiaccio svizzero
- 23 settembre - Cameron Wells, cestista statunitense
- 23 settembre - Juan Martín del Potro, ex tennista argentino
- 24 settembre - Ljukman Adams, triplista russo
- 24 settembre - Curtis Brown, giocatore di football americano statunitense
- 24 settembre - Riccardo Casagrande, cestista italiano
- 24 settembre - Kim English, ex cestista e allenatore di pallacanestro statunitense
- 24 settembre - Carlos Miguel Gomes de Almeida, calciatore portoghese
- 24 settembre - Alfred Jaryan, calciatore liberiano
- 24 settembre - Mechac Koffi, ex calciatore ivoriano
- 24 settembre - Tyrone Nash, cestista statunitense
- 24 settembre - Birgit Õigemeel, cantante e attrice estone
- 24 settembre - Emanuele Padella, ex calciatore e allenatore di calcio italiano
- 24 settembre - Jesús Paganoni, ex calciatore messicano
- 24 settembre - Anastasios Papazoglou, ex calciatore greco
- 24 settembre - Levan Patsatsia, ex cestista e allenatore di pallacanestro georgiano
- 24 settembre - Aldrick Robinson, giocatore di football americano statunitense
- 24 settembre - Tommy Rowe, calciatore inglese
- 24 settembre - Katarína Tetemondová, ex cestista slovacca
- 25 settembre - Anthony Dablé-Wolf, giocatore di football americano francese
- 25 settembre - Enrico Demonte, velocista italiano
- 25 settembre - Kateryna Dolžykova, scacchista ucraina
- 25 settembre - Nemanja Gordić, cestista bosniaco
- 25 settembre - Massimo Graziato, ex ciclista su strada italiano
- 25 settembre - Samantha Henry-Robinson, velocista giamaicana
- 25 settembre - Dimităr Krasimirov Iliev, calciatore bulgaro
- 25 settembre - Ekaterina Koneva, triplista russa
- 25 settembre - Lee Han-bin, pattinatore di short track sudcoreano
- 25 settembre - Orion Outerbridge, ex cestista statunitense
- 25 settembre - Joe Prospero, attore britannico
- 25 settembre - Joris Sainati, ex calciatore francese
- 25 settembre - Maciej Wilusz, ex calciatore polacco
- 25 settembre - Žaklin Zlatanova, cestista bulgara
- 26 settembre - Talal Alnuaimi, cestista emiratino
- 26 settembre - Juan Camilo Angulo, calciatore colombiano
- 26 settembre - Chris Archer, ex giocatore di baseball statunitense
- 26 settembre - James Blake, cantante, musicista e produttore discografico britannico
- 26 settembre - Guillermo Burdisso, ex calciatore argentino
- 26 settembre - Aridai Cabrera, calciatore spagnolo
- 26 settembre - Giulia Elettra Gorietti, attrice italiana
- 26 settembre - Phillipp Heyden, ex cestista tedesco
- 26 settembre - Robert Hurley, ex nuotatore australiano
- 26 settembre - Michael Jost, cestista tedesco
- 26 settembre - Kiira Korpi, ex pattinatrice artistica su ghiaccio finlandese
- 26 settembre - Krešo Ljubičić, ex calciatore tedesco
- 26 settembre - Tomáš Mičola, ex calciatore ceco
- 26 settembre - Guillermo Molins, ex calciatore uruguaiano
- 26 settembre - Buddy Murphy, wrestler australiano
- 26 settembre - Nelson Panciatici, pilota automobilistico francese
- 26 settembre - Facundo Piñero, cestista argentino
- 26 settembre - Wilber Pérez, calciatore guatemalteco
- 26 settembre - Lilly Singh, youtuber, conduttrice televisiva e attrice canadese
- 26 settembre - Benjamin Sulimani, calciatore austriaco
- 26 settembre - Servet Tazegül, taekwondoka turco
- 26 settembre - Wei Qiuyue, ex pallavolista cinese
- 27 settembre - Attila Balázs, ex tennista ungherese
- 27 settembre - David Batanero, calciatore spagnolo
- 27 settembre - Jonathan Beaulieu-Bourgault, ex calciatore canadese
- 27 settembre - Alexander Berger, pallavolista austriaco
- 27 settembre - Ossama Chtiba, calciatore libico
- 27 settembre - Dejan Čigoja, cestista sloveno
- 27 settembre - Maruša Ferk, sciatrice alpina slovena
- 27 settembre - Mathias Flückiger, mountain biker, ciclocrossista e ciclista su strada svizzero
- 27 settembre - Mohamed Suleiman, giocatore di calcio a 5 libico
- 27 settembre - Maciej Gostomski, calciatore polacco
- 27 settembre - Stephan Hain, calciatore tedesco
- 27 settembre - Cathy Kelley, giornalista statunitense
- 27 settembre - Alma, cantante francese
- 27 settembre - Tomáš Poznar, calciatore ceco
- 27 settembre - Lisa Ryzih, astista tedesca
- 27 settembre - Brittany Spears, ex cestista statunitense
- 27 settembre - Nicolás Terol, ex pilota motociclistico spagnolo
- 27 settembre - Hjörtur Logi Valgarðsson, ex calciatore islandese
- 27 settembre - Çağıl Özge Özkul, modella turca
- 28 settembre - Lorenzo Barillari, pallanuotista italiano
- 28 settembre - Dīmītrīs Christofī, calciatore cipriota
- 28 settembre - Esmée Denters, cantante olandese
- 28 settembre - Luiz Gustavo Domingues, calciatore brasiliano
- 28 settembre - Ralf Fährmann, calciatore tedesco
- 28 settembre - Corentin Fila, attore francese
- 28 settembre - José Miguel Granadino, calciatore salvadoregno
- 28 settembre - Martina Grimaldi, nuotatrice italiana
- 28 settembre - Simone Grotzkyj, pilota motociclistico italiano
- 28 settembre - Ashley Hamilton, cestista statunitense
- 28 settembre - Jason Jordan, wrestler statunitense
- 28 settembre - Gunnhildur Yrsa Jónsdóttir, calciatrice islandese
- 28 settembre - Jordan Knackstedt, hockeista su ghiaccio canadese
- 28 settembre - Atanas Kurdov, ex calciatore bulgaro
- 28 settembre - Hana Mae Lee, attrice statunitense
- 28 settembre - Adam Marciniak, ex calciatore polacco
- 28 settembre - Nenad Marinković, ex calciatore serbo
- 28 settembre - Ryunosuke Noda, ex calciatore giapponese
- 28 settembre - Lee Novak, ex calciatore inglese
- 28 settembre - Lúcio Maranhão, calciatore brasiliano
- 28 settembre - Irena Pavlović, ex tennista francese
- 28 settembre - Baptiste Planckaert, ciclista su strada belga
- 28 settembre - Lorenzo Sebastiani, rugbista a 15 italiano († 2009)
- 28 settembre - Olivia Jordan, modella e attrice statunitense
- 28 settembre - Wergiton do Rosário Calmon, calciatore brasiliano
- 28 settembre - Bahar Çağlar, cestista turca
- 28 settembre - Marin Čilić, tennista croato
- 29 settembre - Jeff Attinella, ex calciatore statunitense
- 29 settembre - Ondřej Berndt, ex sciatore alpino ceco
- 29 settembre - Laurens De Vreese, ciclista su strada belga
- 29 settembre - Samuel Di Carmine, calciatore italiano
- 29 settembre - Kevin Durant, cestista statunitense
- 29 settembre - Nadija Kodola, pallavolista ucraina
- 29 settembre - Matthias Krizek, ex ciclista su strada austriaco
- 29 settembre - Marshall Newhouse, giocatore di football americano statunitense
- 29 settembre - Dietmar Nöckler, fondista italiano
- 29 settembre - Justin Nozuka, cantautore statunitense
- 29 settembre - Andrea Rispoli, calciatore italiano
- 29 settembre - Sergej Slemzin, allenatore di calcio a 5 e ex giocatore di calcio a 5 russo
- 29 settembre - Hossein Tayebi, giocatore di calcio a 5 iraniano
- 29 settembre - Tyler Thornburg, giocatore di baseball statunitense
- 29 settembre - Alexander Volkanovski, artista marziale misto australiano
- 29 settembre - Maurício de Souza, pallavolista brasiliano
- 30 settembre - Rodrigue Akl, cestista libanese
- 30 settembre - Christian Brüls, calciatore belga
- 30 settembre - Bořek Dočkal, ex calciatore ceco
- 30 settembre - Martín Giménez, calciatore argentino
- 30 settembre - Simon Greatwich, ex calciatore filippino
- 30 settembre - Kim Jae-young, attore e modello sudcoreano
- 30 settembre - Kurt Kuschela, canoista tedesco
- 30 settembre - Bruninho, ex calciatore portoghese
- 30 settembre - Sean Maluta, wrestler statunitense
- 30 settembre - Ignacio Nicolini, calciatore uruguaiano
- 30 settembre - John-Joe O'Toole, calciatore irlandese
- 30 settembre - Ryan Shotton, calciatore inglese
- 30 settembre - Eglė Staišiūnaitė, ostacolista lituana
- 30 settembre - Donald Stephenson, giocatore di football americano statunitense
- 30 settembre - Mikhail Torrance, ex cestista statunitense
- 30 settembre - Chris Wright, ex cestista statunitense
- 30 settembre - Diego da Costa Lima, calciatore brasiliano